# Issad Rebrab
Issad Rebrab (in arabo يسعد ربراب‎?; Aït Mahmoud, 27 maggio 1944) è un imprenditore algerino, miliardario, fondatore e proprietario della più grande azienda privata algerina, Cevital, attiva nel mondo con 18 000 dipendenti nei settori siderurgico, alimentare, agroalimentare ed elettronico. Ne è stato il presidente e amministratore delegato dal 1998 al 2022.
È l'uomo più ricco d'Algeria e la 7.a fortuna africana. Nel 2019 è stato condannato a sei mesi per reati tributari, bancari e doganali. Dopo 8 mesi di detenzione, è stato rilasciato il 1º gennaio 2020. Nel maggio 2023, la giustizia algerina gli ha vietato di esercitare qualsiasi funzione commerciale o dirigenziale.

## Biografia
Issad Rebrab è nato il 27 maggio 1944 nel villaggio di Taguemount-Azouz, comune di Aït Mahmoud nell'attuale wilaya di Tizi Ouzou, in Algeria, allora dipartimenti francesi, da una famiglia modesta. Dopo aver studiato alla Scuola Normale di Istruzione Professionale, ha insegnato ragioneria e diritto commerciale, ma ha abbandonato ben presto questo lavoro.
Nel 1968 ha fondato il proprio studio di commercialista: «Un cliente allora mi suggerì di prendere quote nella sua società di costruzioni metallurgiche», ricorda. La sua carriera industriale inizia così nel 1971, prendendo il 20% delle azioni di Sotecom. Successivamente, ha creato altre società nel settore siderurgico: Profilor nel 1975 e Metal Sider, specializzata nel settore siderurgico, nel 1988. Nel 1985 ha dato vita anche ad Isla mondial, specializzata in salumi halal.
Nel 1995, Issad Rebrab era diventato un importante industriale nel mondo della metallurgia. Poi quell'anno le sue installazioni principali furono distrutte in un attacco terroristico. "Ci è costato circa 1,1 miliardi di dinari”, dice. Sentendosi minacciato, Rebrab ha deciso di lasciare l'Algeria per la Francia.
Ritorna in Algeria nel 1998 e crea a Béjaïa  Cevital, il più grande gruppo nel settore agricolo, divenuto poi la più grande azienda privata algerina. Cevital possiede una delle più grandi raffinerie di zucchero del mondo, con la capacità di produrre 2 milioni di tonnellate all'anno.
Nel 2016, Rebrab ha acquisito il gruppo multimediale El Khabar per 45 milioni di dollari. Questo è stato il suo secondo investimento nei media, poiché da poco possedeva anche il quotidiano franco-algerino Liberté. Il giornale è stato chiuso da lui nell'aprile 2022.
Il 22 aprile 2019, Rebrab è stato incarcerato nel carcere di El Harrach su ordine del pubblico ministero, dopo il suo arresto nell'ambito di un'indagine per corruzione.  È stato rilasciato il 1º gennaio 2020, dopo essere stato condannato a sei mesi per reati tributari, bancari e doganali ed essere stato detenuto più a lungo della sua condanna finale.
Alla fine di giugno 2022, Issad Rebrab ha lasciato tutte le sue funzioni e mandati in Cevital per andare in pensione. È suo figlio, Malik Rebrab, ad assumere la carica di amministratore delegato del gruppo. Il 27 maggio 2023, la giustizia algerina ha vietato a Issad Rebrad di esercitare qualsiasi funzione commerciale o dirigenziale.

### Il Gruppo Cevital
Cevital raggruppa 26 filiali  con attività diversificate: commercio di autoveicoli, grande distribuzione, industria del vetro, agricoltura, agroalimentare, logistica e materiali edili, altro ancora. Da allora il gruppo ha registrato una crescita annua del 30% e ha registrato un fatturato di 3,3 miliardi di euro nel 2014.
Il complesso agroindustriale con sede a Béjaïa è il ramo più redditizio del gruppo (65% del fatturato). Cevital ha fatto passare l'Algeria dallo stato di importatore a quello di esportatore di olio vegetale e margarina.  L'industria alimentare rappresenta il principale polo di crescita del gruppo con la produzione di zucchero, conserve, succhi di frutta e persino olio vegetale. Primo esportatore dell'Algeria esclusi gli idrocarburi, il gruppo ha prodotto 2 milioni di tonnellate di zucchero nel 2014.
Nel 2012 sono uscite da Cevital Agro 450.000 t. di olio, destinate principalmente al mercato algerino. Ma è nello zucchero con la più grande raffineria dell'Africa, che Cevital eccelle. Nel 2013 ne sono state prodotte quasi 1,6 milioni di tonnellate, di cui 1 milione destinato al mercato nazionale. Circa 600.000 t. vengono esportate in una ventina di paesi, in Africa occidentale, per clienti come Coca-Cola, ma anche in Europa (l'azienda Ferrero Rocher) e Medio Oriente.
Nel 2012, Cevital tenta di acquistare Doux, il gigante francese del pollo. L'operazione fallisce, ma Issad Rebrab e il suo gruppo metteranno le mani l'anno successivo sullo spagnolo Aluminium Alas e sui francesi Oxxo e Brandt (marchi Brandt, Sauter, Vedette e De Dietrich) e le acciaierie Lucchini di Piombino in Italia, cedute poi nel 2018 al gruppo indiano JSW Steel.
Il gruppo si è sviluppato anche in Sud America, in particolare in Brasile: nel 2016 Cevital ha firmato un accordo con lo Stato del Pará in Brasile e la società Vale per la realizzazione di un complesso siderurgico in loco.

## Controversie

### Panama Papers
Issad Rebrab viene citato nell'ambito della vicenda Panama Papers tra le personalità con conti in banca nei paradisi fiscali.
In giugno 1992, all'inizio della guerra civile algerina, Issad Rebrab, all'epoca importatore di acciaio per calcestruzzo, ha creato, tramite la società Mossack Fonseca, una società offshore domiciliata nelle Isole Vergini britanniche denominata "Dicoma Entreprises Ltd" destinata a gestire un portafoglio collocato presso UBS a Ginevra. Issad Rebrab è l'unico azionista di questa società con un capitale fino a 50.000 dollari nel marzo 1996, quando sarà sciolto su sua richiesta. Successivamente, la società panamense ha trasferito le attività di gestione contabile della società sciolta ad un'altra società, "Anilson Management Ltd", domiciliata in un altro paradiso fiscale, l'isola di Niue, nel Pacifico meridionale. Issad Rebrab ha sempre negato ogni cosa.

### Blocco degli investimenti di Cevital in Algeria
Un certo scalpore investì la scena politica  - "affare Rebrab" - 
in seguito all'intervista di Issad Rebrab al sito di notizie TSA (Tout sur l'Algérie), il 23 settembre 2015. Il "patron" di Cevital accusò le autorità, compreso il ministro dell'Industria, Abdeslam Bouchouareb, "di usare un doppio linguaggio", "...bloccare i propri investimenti e favorire gli investitori esteri a scapito degli investitori nazionali”.
In una vivace conferenza stampa il 28 settembre 2015, il ministro Bouchouareb rispose con violenza alle accuse di Issad Rebrab e lo accusò di voler "importare parti usate" per la sua fabbrica di elettrodomestici a Sétif: "Vuole ingannare lo Stato algerino facendo pagare troppo per le attrezzature".
Il numero uno di Cevital reagì alle osservazioni del ministro durante un'intervista con TSA, il 29 settembre 2015: “Bouchouareb è un bugiardo”. Disse ancora: “...è un'accusa gravissima. Sto valutando se dovrei citare in giudizio il signor Bouchouareb per diffamazione o se gli mostrerò semplicemente che le sue accuse sono false". Aggiunse: "Non c'è mai stata una fatturazione eccessiva e invito il ministro, accompagnato da giornalisti, a visitare la fabbrica di Sétif per vedere che si trattava solo della linea di tamburi”.
La vicenda assunse proporzioni inaspettate quando Rebrab, in viaggio d'affari in Brasile, venne intervistato dalla TSA il 6 ottobre 2015 e accusò pubblicamente le autorità «di volerlo arrestare per farlo tacere». Ribadì: «Stanno cercando di zittirmi. Ma non ho intenzione di farlo". Queste dichiarazioni crearono un'onda d'urto in Algeria.
Nel corso di una dichiarazione del ministro delle Comunicazioni, Hamid Grine, al Forum del quotidiano El Moudjahid, affermò: “Non c'è alcun mandato d'arresto contro il signor Rebrab”. Lui rispose in una dichiarazione a El Watan:“Queste persone non hanno bisogno di un mandato per arrestarmi. Ho avuto informazioni da fonti affidabili che mi arresteranno non appena tornerò in Algeria".
I lavoratori di Cevital iniziarono ad organizzarsi per sostenere il loro capo. A Béjaïa venne organizzata una marcia di 3 600 lavoratori per “denunciare tutto ciò che sta accadendo contro Cevital e il suo amministratore delegato e denunciare l'incessante sforzo delle autorità contro di lui”, precisò Kaci Sayad, presidente del Comitato di partecipazione del Gruppo. Gli organizzatori previdero di mobilitare circa 30 000 persone in questa marcia che vedrà la partecipazione di studenti e società civile.

### Affare Numilog
Diversi sindacalisti accusarono l'amministratore delegato di Cevital di non accettare i sindacati all'interno delle sue aziende. Fecero come esempio quanto accaduto nella società Numilog, filiale di Cevital, che aveva licenziato 196 lavoratori dalla sua sede di Béjaïa, in Cabilia. I motivi dei licenziamenti furono inviate a seguito di una serie di scioperi settimanali di 3 giorni. Secondo lo specialista del mondo del lavoro algerino Nouredine Bouderba: "Questo sciopero, sostenuto dall'UGTA di Béjaïa, aveva solo per rivendicazioni questioni di diritto che avrebbero dovuto essere risolte dall'ispettorato del lavoro e dalla giustizia se l'amministrazione del lavoro avesse fatto il suo lavoro correttamente”.
I licenziamenti furono considerati un grave attacco al diritto dei lavoratori di organizzarsi in sindacato, garantito dalla legge di modifica n°90-11 del 21 aprile 1990. Una legge che dichiara che i lavoratori godono dei diritti fondamentali, in particolare l'esercizio del diritto organizzazione, contrattazione collettiva e partecipazione all'organizzazione dei datori di lavoro.

## Vita privata
Rebrab è sposato e padre di cinque figli.